# A las armas
¡A las armas! est une bande dessinée espagnole illustrée par Francisco Ibáñez, appartenant à la franchise Mortadel et Filémon, éditée en 1974.

## Synopsis
L'armement de la T.I.A. est très obsolète. La T.I.A. décide de le renouveler et d'acheter les armes les plus récentes. Mortadel et Filémon seront chargés de tester les nouvelles armes.